# Abaúj-Torna vármegye
Abaúj-Torna vármegye (latinul: Comitatus Abaujvariensis et Tornensis, szlovákul: Abovsko-turnianska župa, németül: Komitat Abaúj-Torna), a Magyar Királyság egyik közigazgatási egysége 1881 és 1945 között. A vármegyének csak a déli része maradt a mai Magyarország területén, északi része Szlovákiához tartozik. Abaúj és Torna vármegye egyesítésével jött létre.

## Földrajz
1910-ben az Abaúj-Tornát körülvevő vármegyék a következők voltak: északon Szepes és Sáros, keleten Zemplén, délen Zemplén és Borsod, nyugaton pedig Gömör és Kis-Hont.
A vármegye területe 1910-ben: 3269,16 km². A vármegye két fő folyója: a Hernád és a Bódva.
Nagyobb részében hegyes terület. A vármegye két nagyobb folyóvölgyből áll, melyek egyike, a Hernádé északról délnyugat felé, másik, a Bódváé keletről nyugatra húzódik. A Hernád völgye a vármegyét két részre osztja. Keleti részét az Sátor-hegység (más néven Eperjes–Tokaji-hegység) ágazza be, melyet a Kassától Keletre levő, mélyre aláereszkedő Dargói-nyereg (473 m) választ ketté. Északra az úgynevezett Sóvári-hegység terül el, míg az attól délre emelkedő terjedelmes hegység, legmagasabb pontja a Nagy-Milic (894 m) és átnyúlik Zemplén vármegyébe, amiről újabb nevét kapta. Nyugati részén a Gömör–Szepesi-érchegység nyúlványai és az ahhoz csatlakozó mészkőhegységek vannak. Ezt a Bódva két részre osztja. Északi részében van az ásványkincseiről ismert Szomolnok-Kassai-hegység, mely a Nagy-Csükerészben (1187 m, a vármegye legmagasabb pontja), továbbá a tőle északra emelkedő Kloptanyában (1153 m) éri el legmagasabb pontját, és a karsztos, barlangjairól híres Tornai-mészkőhegység. Déli részletében a Cserehát dombvidéke (321 m) terül szét. A Nagy-Magyar-alföld a Hernád völgyén majdnem Kassáig felnyúlik, így a Nagy-Magyar-alföldhöz tartozik már a vármegye déli része. A Hernád, Kassánál hagyja el keskeny völgyét és innentől kezdve egyre szélesedő síkságon folydogál tovább, végighúzódva a vármegye teljes hosszában. A Bódva, mely a vármegyében a már említett Nagy-Csükerész lábánál ered, végigfolyik a tornai síkságon, és Perkupánál elhagyja a vármegyét.

## Éghajlata
A megye éghajlata mérsékelt, a déli részekben melegebb, az északi hegyes vidéken jóval hidegebb; az évi átlaghőmérséklet Kassán 8,8 °C, a július és augusztus hőfoka 19,6 °C, a januáré -3,8 °C, az észlelt hőmérsékleti szélsőségek 29,8 °C és -17,7 °C, ingadozás 47,5 °C. A csapadék évi mennyisége 602 mm.

## Történelem
Abaúj-Torna vármegye az 1881. évi LXIV. törvénycikk értelmében a korábbi Abaúj és Torna megyék egyesítésével jött létre . A két megye egyesítésével egyidejűleg az addig Torna vármegyéhez tartozott Dernő, Hárskut, Kovács-Vágás, Lucska, Barka, Borzova és Szilicze községeket Gömör és Kis-Hont vármegyéhez csatolták. (Az említett települések (Borzava és Szilice kivételével) már a Bach-korszakban átkerültek Gömör és Kishonthoz, de 1860-ban  Torna vármegyéhez tértek vissza).
Abaúj vármegye határait az 1881. évi LXIII. törvénycikk részben rendezte. Szepes megyéből Stoószt, Sáros megyéből Tihanyt Abaúj megyéhez ,  Alsó-Regmecz, Felső-Regmecz, Kis-Bányácska, Kis-Kázmér, Mátyás-háza, Mikóháza, Vily (Vilyi pusztával), Biste és Felső-Golop községeket Abaúj megyétől Zemplén megyéhez csatolták.
1884-ben Borsod vármegyétől Szent-Jakab község Torna-Abaújhoz, illetve Abaújtól Zemplén vármegyéhez került Erdőhorváti, Komlóska és Regéczi-három-hutta.
1918. december 29-én cseh csapatok vonultak be Kassára, de a tanácsköztársaság alatt ismét magyar közigazgatásba került, ekkor a vármegye élére  direktóriumot állítottak, és a vármegyét 5 járásra (Hídvégardó, Encs, Gönc, Abaújszántó, Szikszó) osztották.
1920-ban a trianoni békeszerződés után a vármegye magyarországi területe 1690 négyzetkilométerre, a lakók száma 92358-ra, a települések száma pedig 138-ra esett vissza. A megye székhelye Kassáról Szikszóra került. A csonka vármegye nem rendelkezett kórházzal, ekkor döntöttek a szikszói kórház felépítéséről. 11 település kívánta, hogy Zemplénhez csatolják őket, hiszen közigazgatásuk ellehetetlenült. Abaúj-Torna a Hegyköz 15 községéből, füzérradványi központtal szolgabírói kirendeltséget létesített. (A neve később hegyközi kirendeltség, központja Füzérkomlós lett). A belügyminiszter  a 149.218/1923. számú határozattal vetette el a vármegye Zemplénnel való egyesítés tervét.
1938-ban az első bécsi döntés értelmében  Abaúj-Torna vármegye területe ismét kiegészült, székhelye pedig újra Kassa lett.
A második világháború után a bécsi döntések érvényüket vesztették, és visszaállították az 1938-as csehszlovák-magyar határt, az  elnevezését egyszerűsítették Abaúj vármegyére. Az 1950-es megyerendezés eredményeként Abaúj megye Borsod-Gömör és Zemplén megyékkel egyesülve Borsod-Abaúj-Zemplén megye részévé vált.

### A csehszlovákiai területen maradt vármegye
1918 december elején Dvorcsák Győző kikiáltotta a Kelet-szlovákiai Köztársaságot, ám 1918. december 29-én a csehek bevonultak Kassára. 1919. június 6-án a Vörös hadsereg rövid időre visszafoglalta a vármegye északi részét, majd a visszatérő csehszlovák közigazgatás ún. nagymegye-rendszert (župa) épített ki. E rendszerben a csehszlovákiai Abaúj-Torna a volt Sáros vármegyével ill. Zemplén vármegye elcsatolt részével került egy közigazgatási egységbe 1927-ig, ekkor négy közigazgatási kerületet alakítanak ki Csehszlovákiában (Csehország, Morvaország, Szlovenszkó és Ruszinszkó). Az Abaúj-Tornát is magában foglaló Szlovenszkó központja Pozsony lett, így Kassa, bár egyike maradt a két városi rangú szlovákiai településnek, veszített jelentőségéből. 
Kassán csak egy állami és az Orsolya-rend elemi iskolában folyt magyarul a tanítás. Kassa környékére több ezer cseh és szlovák települt. A járásbíróságok kialakításánál leszorították a magyarok arányát, mert ha 20% alatt volt egy település kisebbsége, a kisebbségi nyelv nem lett hivatalos. 1930-ban a kassai magyarság 18%-os arányt képviselt a városban, így a magyar nyelv kikerült a hivatalos státuszból, a kétnyelvű utcatáblákat leszedték.
Szlovákia 1996-os közigazgatási átszervezése után az egykori vármegye szlovákiai része a Kassai kerület része lett.

## Lakosság

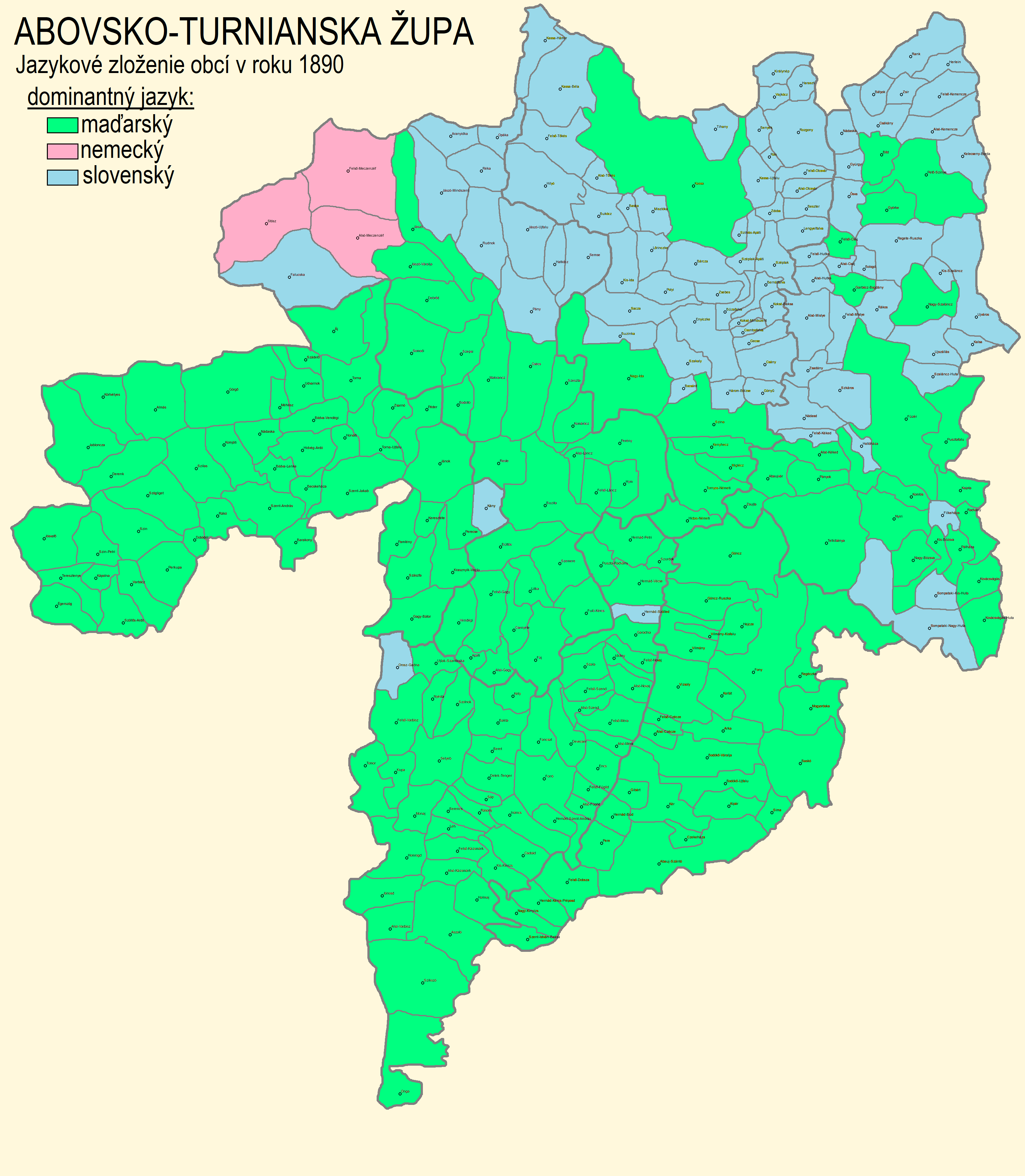
Abaúj-Torna vármegye nemzetiségi térképe (1890)

- A lakosság száma 1857-ben 
  - Abauj: 143 548 volt. Közülük 110 745 magyar (77,15%), 13 258 szlovák (9,24%), 4 452 német (3,10%), 15 097 ruszin (10,51%) anyanyelvű volt
  - Torna:  28 654 volt. Közülük 28 180 magyar (98,24%),  504 szlovák (1,76%) anyanyelvű volt
  - Összesen: 172 202 volt. Közülük 138 895 magyar (80,66%), 13 762 szlovák (7,99%), 4 452 német (2,58%), 15 097 ruszin (8,76%) anyanyelvű volt
- A lakosság száma 1880-ban 180 344 volt. Közülük 109 176 magyar (60,54%), 51 247 szlovák (28,42%), 11 891 német (6,59%), 547 ruszin (0,3%) anyanyelvű volt.
- A lakosság száma 1880 óta kissé fogyott, 1891-ben: 179 884 lakosa közül 119 526 magyar, 10 010 német, 48 240 tót s 249 rutén;

1910-ben a vármegyének összesen 202 282 lakosa volt. Ebből 156 668 magyar (77,45%), 36 067 szlovák (17,83%), 6520 német (3,22%), 387 ruszin (0,19%) és 2444 egyéb (1,20%) anyanyelvű volt.
1941-ben 203 438 magyar, 18 879 szlovák, 2581 bunyevác, 904 német, 623 cigány, 256 ruszin, 72 román, 3 horvát és 105 egyéb nemzetiségü lakott a vármegyében.
- vallásra nézve 1891-ben 103 018 római katolikus, 17 538 görögkatolikus, 6 630 lutheránus ágoston-rendi evangélikus, 40 051 kálvinista (helvét református) és 12 550 zsidó.

1910-ben hitfelekezeti szempontból 118 179 római katolikus, 42 728 református, 20 089 görögkatolikus, 14 251 zsidó, és 6832 evangélikus lakott 1910-ben a vármegye területén.
1941-ben hitfelekezet szerinti megoszlás ugyanakkor: 140 377 római katolikus, 45 384 református, 22 476 görögkatolikus, 14 764 zsidó, 4773 evangélikus, 339 ortodox, 116 baptista és 55 unitárius.
- Foglalkozásuk szerint (1891) túlnyomóan földművesek és állattenyésztők; a kereskedelem főtárgyai a gabonaneműek, bor- és bányatermékek. Az ipar főszéke Kassa; ezenkívül a már említett ezüstkohókon és vasgyárakon kívül van jeles késgyára (Stoósz), kapagyárak (Alsómecenzéf), gépgyár és vasöntő (Kassa és a Csermely völgyében), téglavetők, porcelángyár (Hollóháza, Telkibánya), gőzfűrészmű (Nagyszalánc), bútor- és parkettgyár (Kassa), kékárugyár (Kassa), kötszövőgyár (Kassa), papírgyár (Kassa mellett a Csermely-völgyben), műmalmok (Kassa, Csány), sörfőzők, magy. kir. dohánygyár (Kassa), búzakeményitő- és sikergyár, valamint légszeszgyár (Kassa); Kassán a szalámi- és sódargyártás is virágzik.

## Közigazgatás
- Az egyesítést megelőzően[7] Torna vármegyében járást nem nevesítettek. Abaúj vármegyében a következő járások illetve közigazgatási egységek voltak:
  - Kassa szabad királyi város
  - Kassai járás
  - Mislyei járás
  - Szántói járás
  - Szepsi járás
  - Szikszói járás

A vármegye székhelye 1920-ig Kassa, azután Szikszó, majd 1938–1944 között ismét Kassa, végül 1950-ig újból Szikszó volt.
A megye 20. század elején hat járásra oszlott:
- Csereháti járás, székhelye Szepsi
- Füzéri járás, székhelye Hernádzsadány
- Gönci járás, székhelye Abaújszántó
- Kassai járás, székhelye Kassa
- Szikszói járás, székhelye Szikszó
- Tornai járás, székhelye Torna

A két világháború között a Magyarországon maradt terület járási beosztása kissé módosult az alábbiak szerint:
- Abaújszántói járás, székhelye Abaújszántó
- Encsi járás, székhelye Encs
- Gönci járás, székhelye Gönc
- Szikszói járás, székhelye Szikszó
- Tornai járás, székhelye Bódvaszilas

1938 és 1944 között, amikor a vármegye korábbi területe szinte maradéktalanul visszakerült Magyarországhoz, a járási beosztás az alábbiak szerint alakult:
- Abaújszántói járás, székhelye Abaújszántó
- Encsi járás, székhelye Encs
- Gönci járás, székhelye Gönc
- Kassai járás, székhelye Kassa
- Szikszói járás, székhelye Szikszó
- Tornai járás, székhelye Torna

A megyeszékhely, Kassa nem tartozott a vármegyéhez. 1876-ig szabad királyi város, azután pedig – e címét megőrizve – törvényhatósági jogú város volt.

### Székhelye
A törvényesen egyesült Abaúj-Torna székhelye 1881–1920 között, majd 1938–1945 között ismét Kassa, 1920–1938, majd 1945–1950 között Szikszó volt.

## Közlekedés, oktatás
- A közlekedés főere a Magyar Kir. Államvasutak Miskolc-Kassai vonala, mely az egész megyét a Hernád mentén szeli, továbbá a Kassáról induló Kassa-Oderbergi, Tornai és Legenye-Mihályi vonal. Országútja számos (380 km) és jó. Az anyagi élet emelésére 3 bank és 7 takarékpénztár szolgált.
- A népoktatás ügye meglehetősen jó lábon állt; a (1890) 32 469 tanköteles gyermek közül 4 755 (14,6%) nem látogatta iskolát; a 264 község közül 207-ben volt iskola, 51 szomszédos községben járatta gyermekeit, s 8-nak semmiféle iskolája nem volt. Ezen kívül volt 7 kisdedóvó, 3 polgári iskola, 3 felsőbb népiskola, 5 iparostanulói tanfolyam, Kassán kat. főgimnázium, állami főreáliskola, kir. jogakadémia, kereskedelmi akadémia, katonai alreáliskola, gazdasági tanintézet stb. A lakók közül (1881) 46 443 (36%) nem tudott sem írni, sem olvasni.

## Gazdasági élete
A megye földjét tekintve a gazdagabb megyék közé tartozott; legtermékenyebb a Hernád völgye, s az ezzel összefüggő Bódva és Ida völgye; a Szárazföld és Cserehát már jóval hátrább áll, de szegénynek nem mondható, fát pedig legtöbbet e két terület szolgáltatott, míg a Hernád völgyét szegélyező hegyek inkább szőlőben és gyümölcsben gazdagok. Legszegényebb a tornai mészkőfennsík, ahol a pálinka és vele az erkölcstelenség is igen elterjedt. Főbb termékei a búza, melyet főleg a szikszói, kassai és csereháti járásban termelnek, rozs, árpa, őszi repce (a csereháti járásban), zab és kukorica (a szikszói és tornai járásban); ezenkívül kevés köles, sok kendermag, len, burgonya, lucerna, lóhere és bükköny. Cukorrépát a kassai és szikszói j.-ban termelnek, káposztát az Ósva völgyében. Igen jelentékeny a bortermelés is, mely tekintetben Aszaló válik ki, ahol jó aszú és szomorodni bort termesztenek, az utóbbit Árka, Bodókő-Ujfalu, Bodókő-Váralja és Erdő-Horváti is termeli. Nevezetesebb bortermő helyek és vásárok még Hejce, Abaúj-Szántó, Abaúj-Szikszó, Forró, Torna, Devecser és Fancsal. (A filloxera nagyobbrészt elpusztította a szőlőket.) Gyümölcsből legtöbb és a legjobb terem Göncön, ahol évenként 3-4000 forintot jövedelmez; a gönci cseresznye és kajszibarack, továbbá Fony, Hejce, Erdő-Horváti, Mogyoróska, Regécke, Jablonca, Körtvélyes, Telkibánya, Füzér s a Cserehát számos községének nemesített gyümölcse jelentékeny kiviteli cikket képezett. Volt a vármegyében összesen 140 021 ha szántóföld, 6 035 ha kert, 27 694 ha rét és kaszáló, 33 416 ha legelő, 4 521 ha szőlő és 119 641 ha erdő, túlnyomóan tölgyes és bükkös, s csak kevés (4 786 ha) fenyves; a nagyobb favásárok Kassán, Erdő-Horvátin és Tornában vannak.
Jelentékeny az állattenyésztés, mely kiterjedt a lóra, szarvasmarhára, juhra és sertésre egyaránt, habár a juhtenyésztés újabban ijesztően hanyatlik. Találtatott a megyében (1883) 18 737 ló (1000 lélekre 101), legtöbb a szikszói, csereháti és kassai járásban, (1880) 49 457 magyar fajtájú, 10 427 színes fajtájú és 1 410 hízó szarvasmarha, amelyet főleg Kassán, Szikszón, Szepsin, Göncön, Jászón, Tornán, Enyickén és Szinán értékesítenek; továbbá 16 845 magyar s 124 069 nemesített juh (1870 még 229 646) s 34 457 sertés. A méhészetet (9026 méhkas) leginkább a csereháti járásban űzik. Házi szárnyas és vad szintén bőven volt; halak Kassán és Alsó-Mecenzéfen kerülnek piacra.
Az ásványország szolgáltat vasércet (Alsó- és Felsőmecenzéf, Rákó, Stoósz), rézércet (Felsőmecenzéf), ezüstércet (Telkibánya, Aranyidka), antimont (Jászó-Mindszent), továbbá kisebb mennyiségben jáspist, kalcedont karneolt, agátot, valamint jó cserepesagyagot, kályhásagyagot, porcelánagyagot s földet (Hollóháza), quarcot, tűzkövet, azbesztet, mészkőt, márványt (Jászó), malomkövet (Nagyszalánc, Ránk); építőanyagként a trachit, mészkő és dolomit szolgál. Az ásványkincsek földolgozása az aranyidkai Magy.Kir. ezüstkohóműben, a kassahámori vasgyárban, az alsó-mecenzéfi kohóban történik. Somodiban újabban szénbányát nyitottak.